# Croton stenopetalus
Espèce
Classification APG III (2009)
Croton stenopetalus est une espèce de plantes à fleurs du genre Croton et de la famille des Euphorbiaceae, présente au Mexique (Jalisco).